# Белите кладенци
Белите кладенци е защитена местност в България. Намира се в землищата на Перник, Радомир и Кралев дол.
Защитената местност е с площ 128,1 ha. Обявена е на 12 юли 2007 г.
В защитената местност се забраняват:
- строителството на сгради и пътища от републиканската пътна мрежа;
- разкриване на кариери, промяна на водния режим и на естествения облик на местността;
- използване на химически средства за растителна защита;
- лагеруване и палене на огън извън определените места;
- залесяването с неприсъщи за района дървесни видове.[1]

Разрешава се:
- извеждане на сечи, предвидени в горите със специално предназначение;
- съществуващите гори със специално предназначение запазват своя статут;
- провеждане на ловностопански мероприятия;
- паша на домашни животни (без кози) в определените с лесоустройствения проект пасищни площи и в поземления фонд;
- косене на сено и селскостопанска дейност традиционно провеждана в района.